# Сильненська сільська рада
Сильненська сільська рада — колишня адміністративно-територіальна одиниця та орган місцевого самоврядування у Ківерцівському районі Волинської області з адміністративним центром у с. Сильне.
Припинила існування 4 вересня 2018 року через добровільне об'єднання в Цуманську селищну територіальну громаду Волинської області. Натомість утворено Сильненський старостинський округ при Цуманській селищній громаді.

## Населені пункти
Сільській раді були підпорядковані населені пункти:
- с. Сильне
- с. Городище
- с. Клубочин

## Населення
Згідно з переписом УРСР 1989 року чисельність наявного населення сільської ради становила 1630 осіб, з яких 785 чоловіків та 845 жінок.
За переписом населення України 2001 року в сільській раді мешкали 1594 особи.

### Мова
Розподіл населення за рідною мовою за даними перепису 2001 року:
| Мова       | Відсоток |
| ---------- | -------- |
| українська | 99,69 %  |
| російська  | 0,31 %   |

## Склад ради
Рада складається з 16 депутатів та голови.

## Керівний склад сільської ради
| ПІБ                            | Основні відомості                                                                                  | Дата обрання | Дата звільнення |
| ------------------------------ | -------------------------------------------------------------------------------------------------- | ------------ | --------------- |
| Ходорчук Олександр Миколайович | Сільський голова, 1968 року народження, освіта, член Всеукраїнського об'єднання «Батьківщина»      | 26.03.2006   | 31.10.2010      |
| Ходорчук Олександр Миколайович | Сільський голова, 1968 року народження, освіта вища, член Всеукраїнського об'єднання «Батьківщина» | 31.10.2010   |                 |

Примітка: таблиця складена за даними джерела